# Emil Gelhaar
Carl Emil Gelhaar, född 27 oktober 1861 i Gävle, död i november 1934 på Hawaii, var en svensk-amerikansk landskapsmålare.
Han var son till harmonisten Erik Jonsson Gelhaar och Anna Charlotta Holmström och från 1892 gift med Ida Bolinder. Efter konststudier i Stockholm och Paris kom Gelhaar till Amerika 1890 där han under några år var verksam i New York City. Han var chef för konstskolan vid The Moravian Seminary and College for Women i Bethlehem, 1895-1930 och lärare i frihandsteckning vid Leigh University 1899-1918. Han flyttade till California 1930 och slog sig två år senare ner på Hawaii. Han gjorde sig bemärkt som en framstående landskapsmålare med talrika motiv från östra Pennsylvania och som skildrare av amerikanskt arbetsliv från de stora stålverken i Betlehem. Han valde att avsluta sitt liv genom att kasta sig ut från en klippa nära Koko Head Mountain på Hawaii. I Sverige är Gelhaar representerad med akvarellen Bridge vid Smålands museum i Växjö.